# Love and Rockets (groupe)
Cet article concerne le groupe de rock. Pour la bande dessinée, voir Love and Rockets.
Love and Rockets est un groupe de rock britannique, originaire de Northampton, en Angleterre. Il est formé en 1985 par les membres du groupe Bauhaus : Daniel Ash, David J, et Kevin Haskins. Peter Murphy avait entamé une carrière solo en 1983 et n'a pas rejoint le groupe. Après leur séparation en 1999, le groupe revient brièvement en 2007, pour de nouveau se séparer en 2009.
Ils sont probablement mieux connu pour le hit single So Alive (1989), qui atteindra la troisième place du Billboard Hot 100.

## Biographie

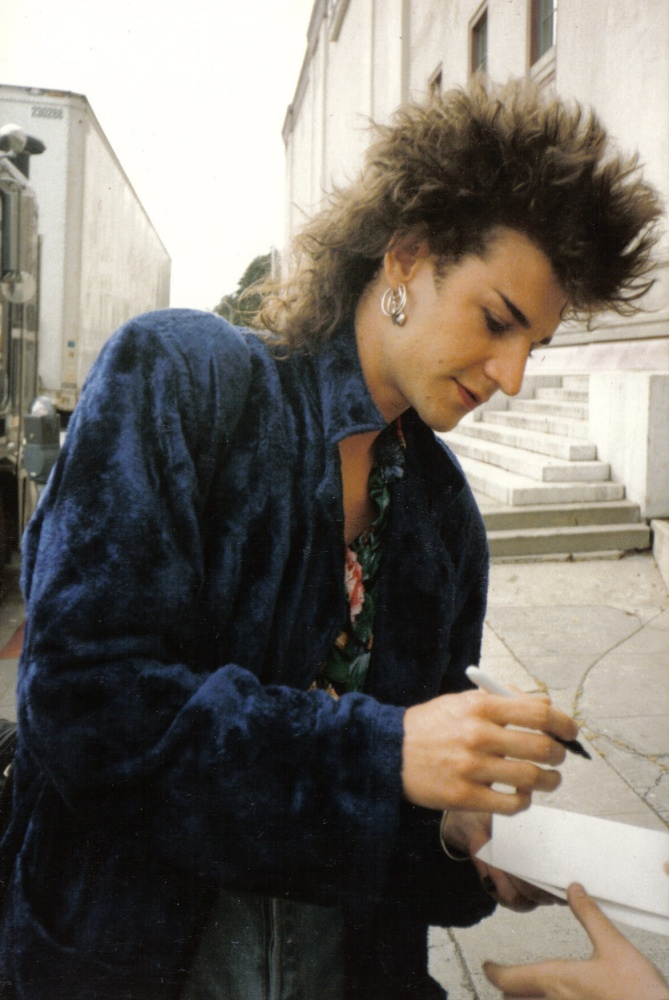
Daniel Ash en 1986, avec le groupe, à Oakland, en Californie.

Le nom du groupe s'inspire d'un comic book appelé Love and Rockets des frères Hernandez. Gilbert Hernandez. Malgré leur statut de groupe de rock gothique, Love and Rockets décide de s'orienter vers un son plus proche de la pop, acomme le démontre leur premier single, une reprise de Ball of Confusion de Motown. Leur premier album studio, Seventh Dream of Teenage Heaven (1985), est un premier exemple de leur style rock alternatif, mêlé à du post-punk et de la neo-psychedelia. Leur deuxième album, Express (1986), continue dans la même veine et s'accompagne d'un peu plus d'éléments pop. Il comprend le single dance Yin and Yang (The Flowerpot Man). L'album qui suit, Earth, Sun, Moon (1987), s'oriente plus acoustique et comprend le single No New Tale to Tell. L'année suivante sort le single The Bubblemen are Coming sous le nom de The Bubblemen.
En 1989, le groupe publie son album éponyme, qui se caractérise par un son plus AOR. Le deuxième single de l'album est So Alive, qui atteint la troisième place du Billboard' Hot 100.

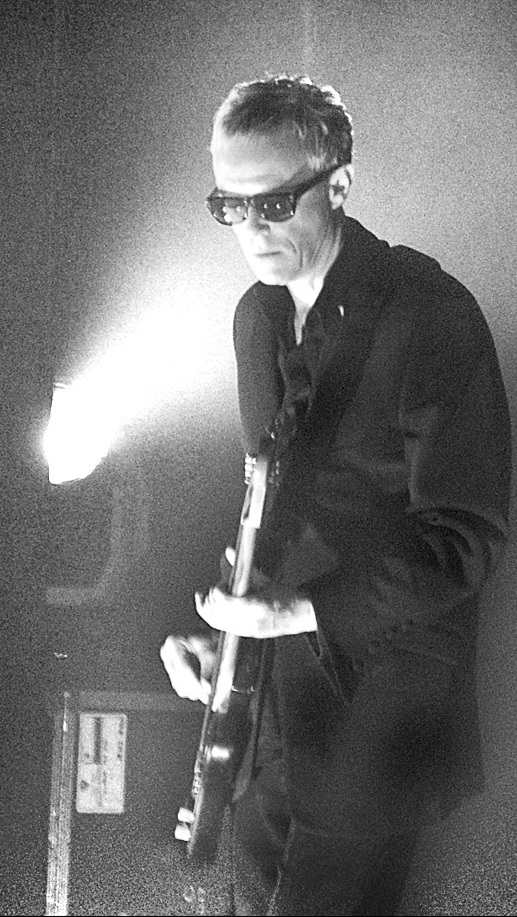
David J à la basse, ici en 2006.

Après une tournée en soutien à leur hit, Love and Rockets prend quelques années pour revenir en studio. Il en résulte un son plus électronique en commun avec The Orb comparé à leurs racines rock gothique. Leur label, RCA Records, les renvoie. Ils signent alors au label de Rick Rubin, American Recordings pour la sortie de Hot Trip to Heaven en 1994, suivi par Sweet F.A..
En avril 1995, pendant les sessions de Sweet F.A., un incendie ravage les locaux d'American Recordings, où le groupe enregistrait et répétait. Personne ne sera blessé, ce qui n'est pas le cas de leur ami Genesis P. Orridge de Psychic TV qui a réussi à échapper aux flammes. Le groupe perdra quelques instruments et les bandes de l'album. Une longue bataille juridique s'engage entre le groupe, le label, et la compagnie d'assurance du label. Love and Rockets n'est pas responsable du feu, mais se retrouve avec une note salée. Lift sort en 1998 chez Red Ant Records, et le groupe se sépare en 1999.
Love and Rockets annonce en octobre 2007 sur MySpace sa réunion pour jouer la chanson Cast a Long Shadow en hommage à Joe Strummer. Ils reprennent Should I Stay or Should I Go du groupe The Clash. En juin 2009, Ash, lassé du groupe, n'annonce aucun nouveau plan pour Love and Rockets. Un album hommage intitulé New Tales to Tell: A Tribute to Love and Rockets est publié le 18 août 2009 faisant participer The Flaming Lips, Frank Black, Puscifer, A Place to Bury Strangers, Film School, Better Than Ezra, Johnny Dowd, The Dandy Warhols, Blaqk Audio, The Stone Foxes et Monster Magnet.

## Discographie
- 1985 : Seventh Dream of Teenage Heaven
- 1986 : Express
- 1987 : Earth, Sun, Moon
- 1989 : Love and Rockets
- 1994 : Hot Trip to Heaven
- 1996 : Sweet F.A.
- 1998 : Lift
- 2003 : Sorted! The Best of Love and Rockets